# Kolíkovník černý

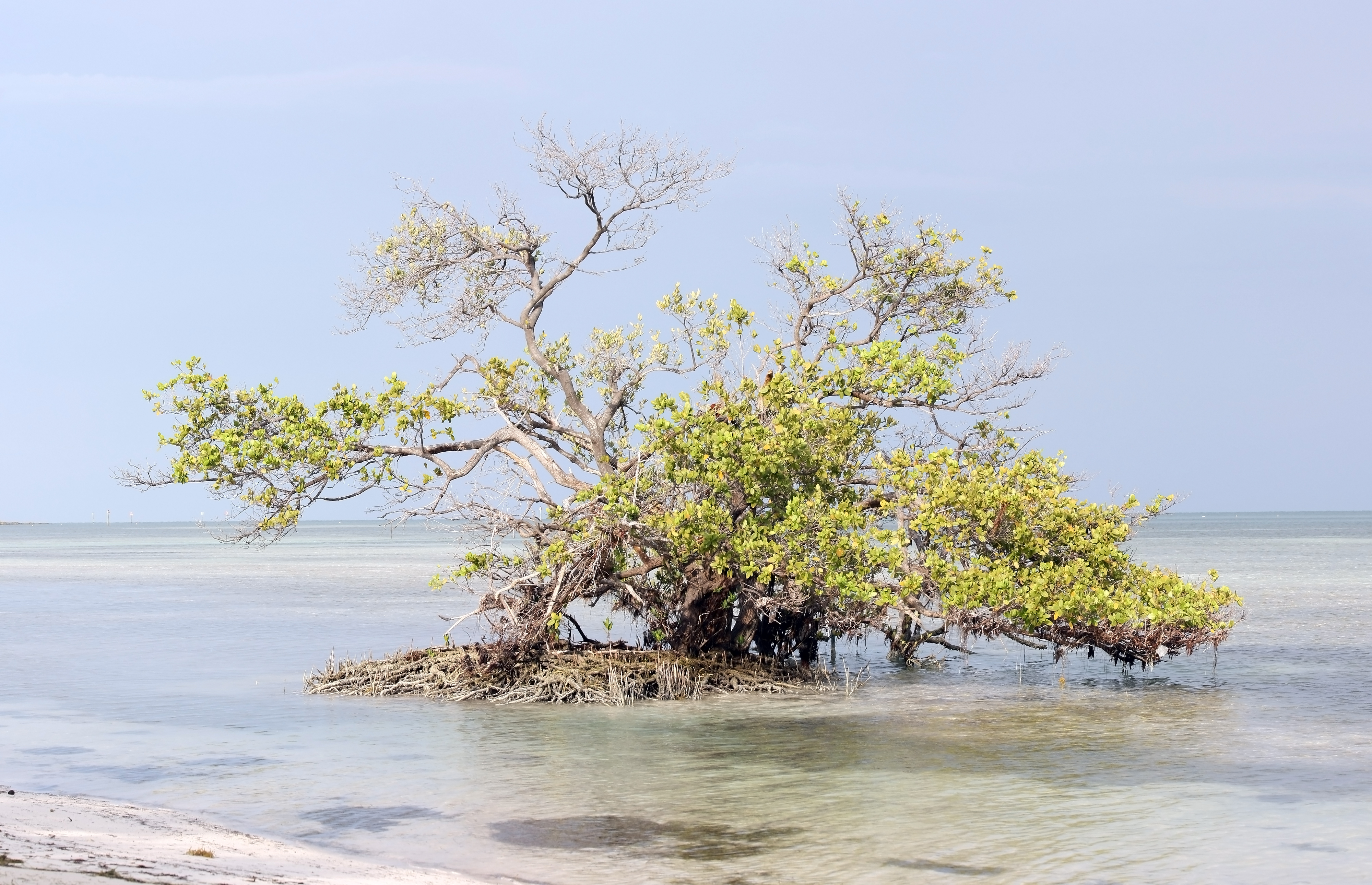
Osamělý strom

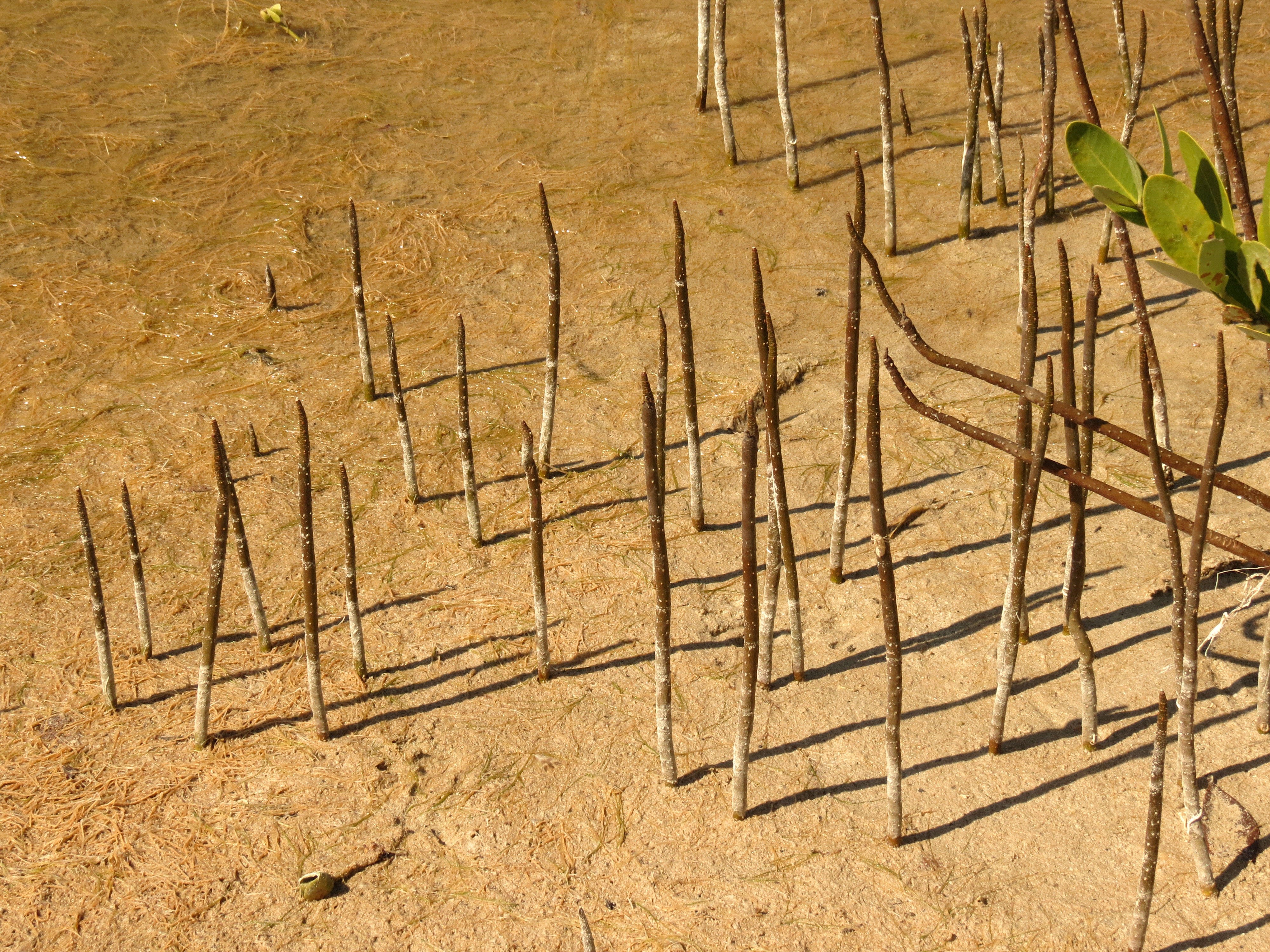
Dýchací kořeny

Kolíkovník černý (Avicennia germinans) je vždyzelená dřevina vyskytující se v mangrove, v bahnitých pobřežních oblastech periodicky zaplavovaných mořskou vodou. Patří k nejrozšířenějším druhům rodu kolíkovník a na rozdíl od mnoha jiných stromů rostoucích v mangrove nemá stabilizující chůdovité kořeny, ale pouze ze země čnící kořeny dýchací.

## Rozšíření
Je rostlinou vyskytující se u tropických moří, hlavně ve Střední a Jižní Americe a Africe. Na americkém pacifickém pobřeží se areál kolíkovníku černého rozkládá od severního Mexika po Peru na jihu, včetně ostrovů Galapágy. Na pobřeží Atlantiku má areál od Georgie ve Spojených státech na severu až po Brazílii na jihu; patří do něj i pevninské pobřeží a většina ostrovů Karibského moře. Je také rozšířen na opačné straně Atlantského oceánu, na západním pobřeží Afriky, od Mauritánie na severu po Angolu na jihu.

## Ekologie
Vytrvalý halofyt tropických a subtropických oblastí, kde se roční srážky pohybují v průměrné výši 1400 mm a střední roční teploty bývají 26 °C. Nejčastěji roste v estuárovém nálevkovitém ústí řek, kde se hluboko proti proudu projevují příliv a odliv. Je dobře uzpůsobený kolísající výšce vodní hladiny i nestejné salinitě vody, nadbytečnou sůl vylučuje na povrch listů a odtud je smývána deštěm. Neroste obvykle přímo na hraně styku pevniny s mořem, ale dál v mokřinách přílivových zón a v brakické vodě ústí řek. Bývá součásti tamního lužního lesa, který je díky jeho vyčnívajícím dýchacím kořenům jen těžko prostupný. Kořeny (pneumatofory) vyrůstají z půdy kolmo vzhůru a jímají vzdušný kyslík, jehož je v hutné, bahnité půdě pomálu.
Při genetických studiích bylo shledáno, že jsou si nejblíže příbuzné kolíkovníky černé rostoucí podél Atlantiku. Populace východních břehů Jižní Ameriky jsou geneticky více podobné dřevinám rostoucím podél západní Afriky, než těm u východních břehů Severní Ameriky. Nejvíce jsou od sebe odlišné rostliny východních a západních břehů Ameriky.

## Popis

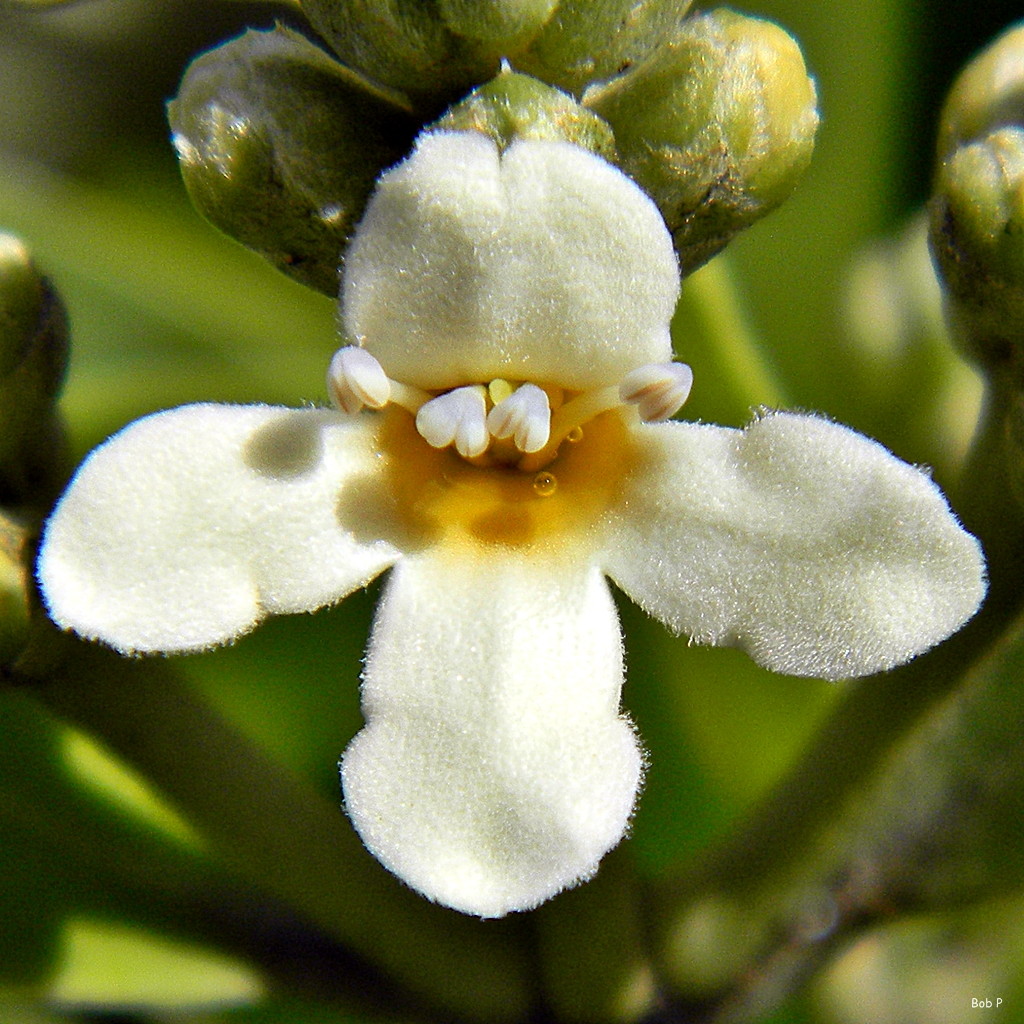
Květ

Kolíkovník černý je stálezelený strom nebo keř, strom vyrůstá obvykle do výšky 15 m a jeho kmen mívá v průměru 30 až 60 cm. Někdy však nevytvoří kmen, ale roste ve tvaru hustého keře vysokého 3 až 5 metrů. Kůru má šedou nebo hnědou, poměrně tlustou, podélně rozpukanou a šupinatou. V okolí jedince rostou z půdy, ze široce rozprostřených hlavních kořenů, válcovité dýchací kořeny sahající až 30 cm nad úroveň terénu; vzrostlý strom jich může mít až 10 000.
Listy s řapíky jsou vstřícné a jejich kopinaté nebo úzce eliptické čepele bývají dlouhé 5 až 15 a široké 2 až 5 cm. Jsou kožovité, celokrajné a na vrcholu zašpičatělé, na líci tmavozelené a lesklé, na rubu našedlé a hustě jemně chlupaté. Na obou stranách mají vyvedené žlázky vylučující přebytečnou sůl, která i ve velmi vlhkém prostředí omezuje vznik houbovitých chorob listů.
Květenství jsou tvořená drobnými, bílými až nažloutlými květy v krátkých úžlabních nebo koncových svazečcích. Přisedlý květ o průměru 1 cm bývá asi 6 mm dlouhý a má kalich se srostlými lístky. Čtyři trubkovité, na konci zaoblené korunní lístky jsou bílé se žlutým středem. V květu jsou čtyři tyčinky, štíhlá čnělka se dvěma bliznami a spodní semeník.
Plodem je nesymetrická, podlouhlá nažka, 2 až 5 cm dlouhá, na vrcholu s nasazenou špičkou. Zprvu je žlutá, ve zralosti purpurová až černá. Obsahuje jediné zploštělé semeno, které často klíčí již na stromě. Syrová semena jsou pro lidi toxická.

## Rozmnožování
Rostlina se přirozeně rozmnožuje semeny, kterých produkuje veliké množství. Semeno bývá již z části naklíčeno na stromě a při pádu do bahnité půdy omývané mořským přílivem dokončuje embryonální vývoj, ten trvá asi 14 dnů a za dalších 7 dnů je založen kořen. Semena neklíčí, pokud neprojdou stádiem ponoření ve slané vodě, po vysušení nebo při teplotě vody nad 40 °C. V mořské vodě dokážou bez újmy plavat téměř čtyři měsíce, déle než ve sladké. Mladé semenáče rychle rostou, do roka mohou být vysoké i 60 cm.
V místech přirozeného výskytu je samovolné doplňování porostů novými rostlinami natolik úspěšné. že není třeba lidského zásahu. Uměle vypěstované rostliny se vysazují pouze na místa, kde nově vznikla potřeba chránit území před vlivem mořské vody nebo na území, kde je nedostatek využitelného dřeva.

## Význam
Dřevo kolíkovníku černého má různorodé vlastnosti, např. jeho běl je velmi lehká a na vodě plavě, kdežto jádro je velmi těžké. Protože samovolně vyrůstající stromy se většinou nacházejí na špatně dostupných bahnitých místech, nebývají využívány pro hromadné průmyslové zpracování. Dřevo po zapálení dlouho doutná a nejvíce se používá na topení při vaření a uzení ryb. Vyrábí se z něho kvalitní dřevěné uhlí vydávající velký žár. Velké množství květů poskytuje hodně nektaru a pylu pro včely k výrobě medu.
Často nedoceňovaným významem je zábrana vůči postupné erozi pevniny, kdy hustá síť kořenů brání odplavování půdy přinášené řekami do moře a naopak na pevnině zadržuje a pomáhá s usazováním drobným částicím připlaveným přílivem. Pomáhá, v součinnosti s ostatními druhy vegetace rostoucích v mangrove, udržovat vhodné životní prostředí pro množství živočichů, např. korýšů, bezobratlých a dalších vlhkomilných organismů. Spadané listy jsou kolonizovány bakteriemi, houbami a prvoky, jež jsou zase potravou zooplanktonu, rybího potěru, larev i dospělců velké řady živočichů.

## Galerie

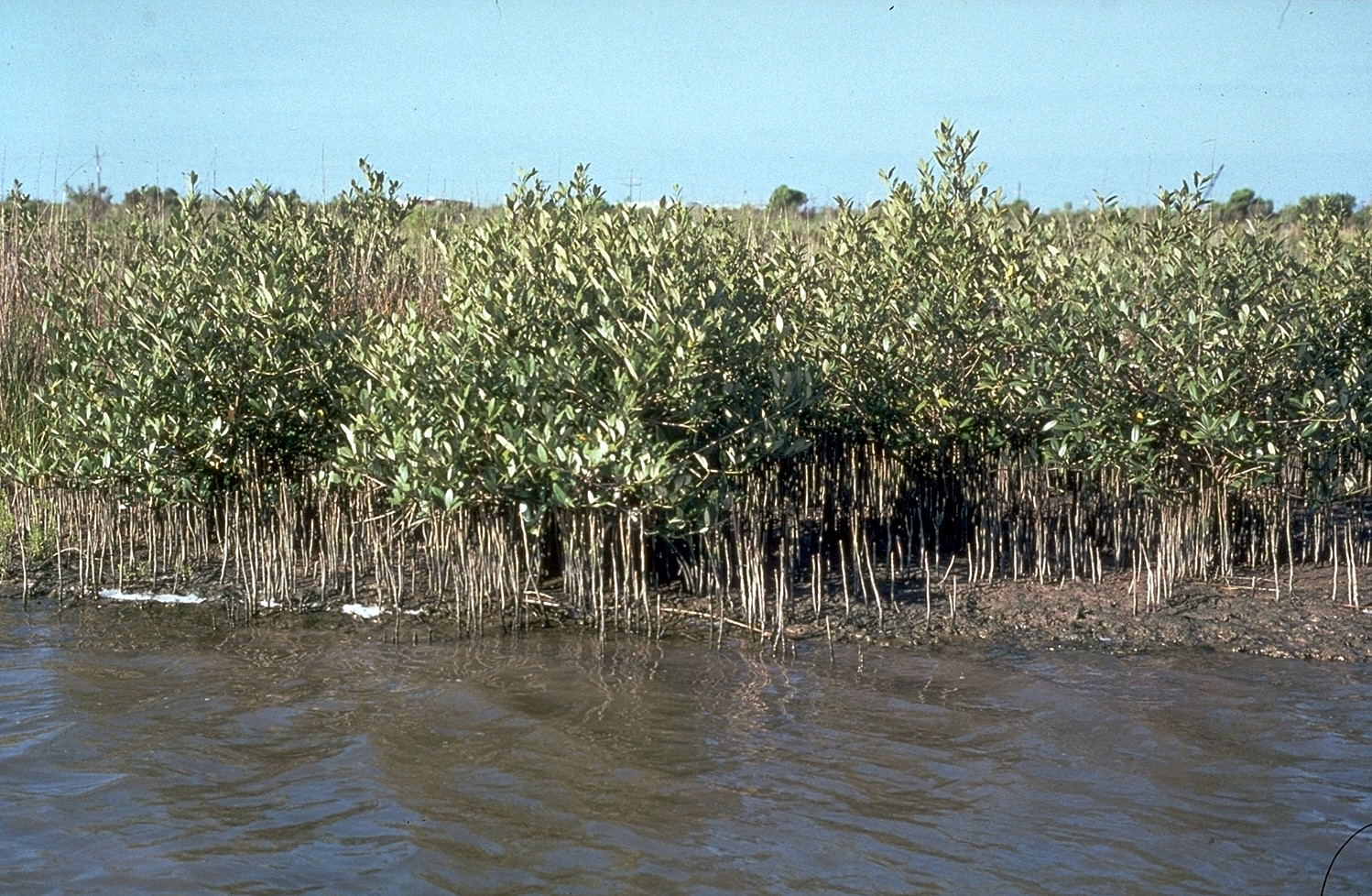
Mladý porost
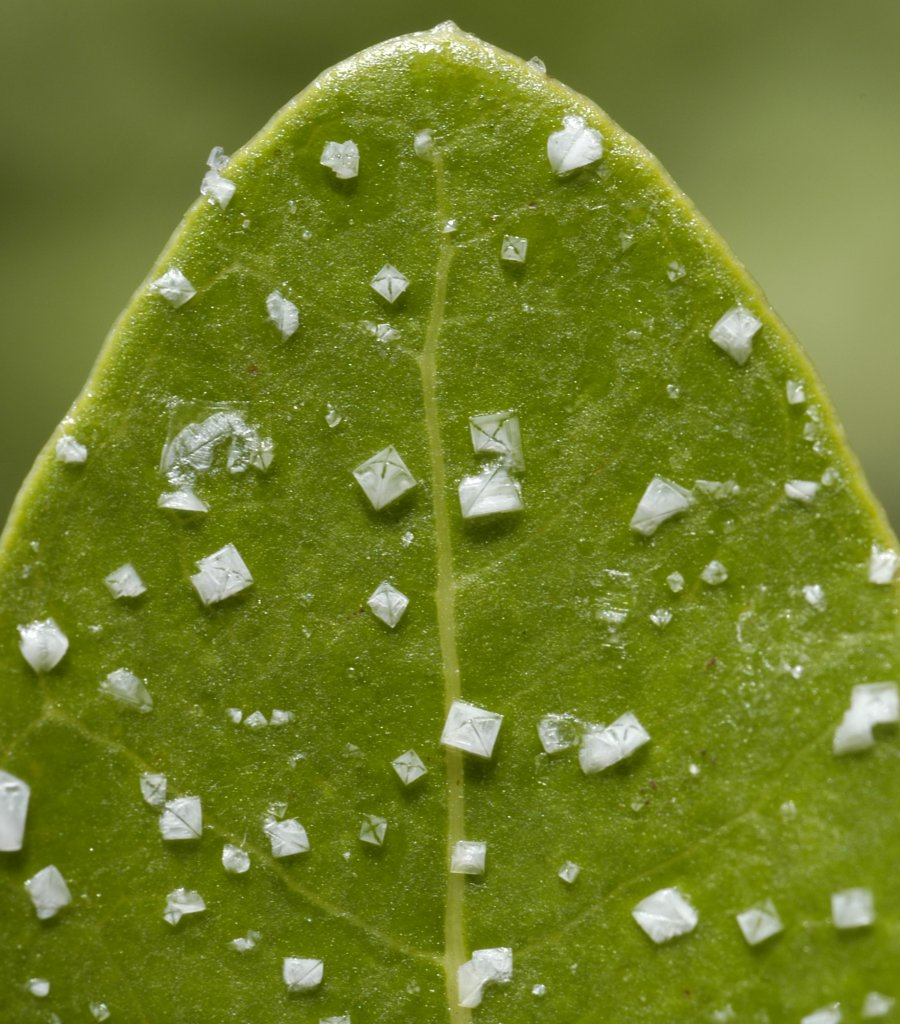
List s vyloučenou solí
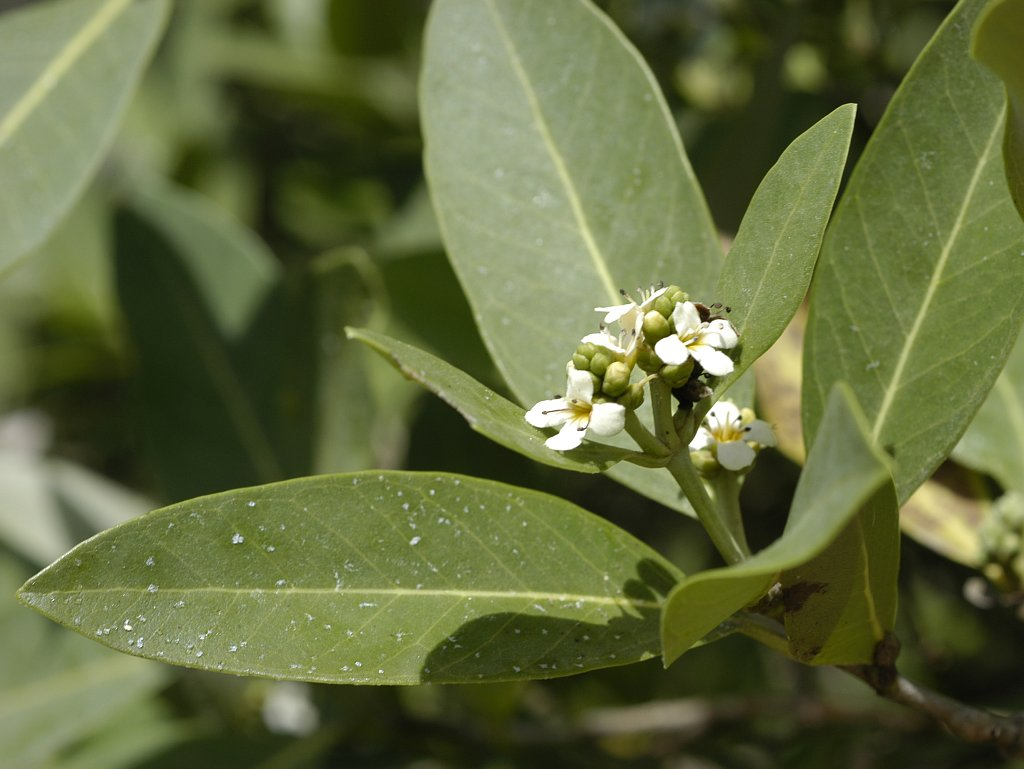
Květenství